# Catwoman
Catwoman (Selina Kyle) er en tegneseriefigur skabt af Bill Finger og Bob Kane, som er kendt fra Batman-tegneserierne udgivet af DC Comics. Hun er blandt andet kendt for sit sorte katte kostume og for at bruge en pisk. 
Catwoman er en indbrudstyv i Gotham City og en af Batmans tilbagevendende skurke. Hun er ofte også portrætteret som en antihelt. Catwoman er en af Batmans mest kendte partnere, bl.a. stod de til at blive gift i 2018, men hun valgte at forlade ham inden.

## I andre medier
På film er Selina Kyle blevet spillet af bl.a. Michelle Pfeiffer i Batman Returns (1992), Anne Hathaway i The Dark Knight Rises (2012) og Zoë Kravitz i The Batman (2022). I 2004 blev rollen spillet af Halle Berry i Catwoman, men filmen blev både en kritisk og kommerciel fiasko, og karakteren har kun lidt til fælles med den oprindelige Catwoman, bl.a. blev hendes navn ændret fra Selina Kyle til Patience Philips.
Catwoman optræder også i Batman: The Animated Series, og i flere Batman-spil.